# Lac Malartic
Le lac Malartic est un plan d'eau douce situé dans la municipalité régionale de comté de La Vallée-de-l'Or en Abitibi-Témiscamingue au Québec (Canada). Le lac a une superficie de plus de 76 km2. Il s'écoule vers le lac La Motte par la rivière Harricana. Pour les Algonquins de Pikogan, le nom du lac est Manadik Sagahigan, qui signifie « lac du caribou déformé ».

## Île du Gros Castor
L'île du Gros Castor est située dans le lac Malartic près de la rive ouest.
48° 16′ 50″ N, 78° 09′ 07″ O